# Мирослав Іличич
Мирослав Іличич (хорв. Miroslav Iličić, нар. 17 квітня 1998, Рієка) — хорватський футболіст, нападник боснійського клубу «Широкі Брієг». Виступав також за низку хорватських і закордонних клубів.

## Ігрова кар'єра
Мирослав Іличич народився 1998 року в місті Рієка, та є вихованцем футбольної школи місцевого клубу «Рієка». У 2017 році Іличич став гравцем клубу «Орієнт», в якому грав до 2020 року. У 2020 році футболіст перейшов до клубу «Славен Белупо», в якому виступав до 2021 року.
У 2021 році Іличич перейшов до клубу «Істра 1961», а в 2022 році грав у складі словенського клубу «Целє». Ще в 2022 році футболіст перейшов до іншого словенського клубу «Гориця», а в 2023—2024 роках грав у складі румунського клубу «Ботошані». У 2024 році хорватський півзахисник грав у складі польського клубу «Подбескідзе», та ще в цьому році перейшов до боснійського клубу «Широкі Брієг».